# Полковник-Иваново
Полковник-Иваново (болг. Полковник Иваново) — село в Болгарии. Находится в Добричской области, входит в общину Добричка. Население составляет 106 человек.

## Политическая ситуация
Полковник-Иваново подчиняется непосредственно общине и не имеет своего кмета.
Кмет (мэр) общины Добричка — Петко Йорданов Петков (Болгарская социалистическая партия (БСП)) по результатам выборов в правление общины.